# دایره پنجم‌ها

نمودار دایره پنجم‌ها که سرکلیدهای گامهای ماژور و مینور را نشان می‌دهد.

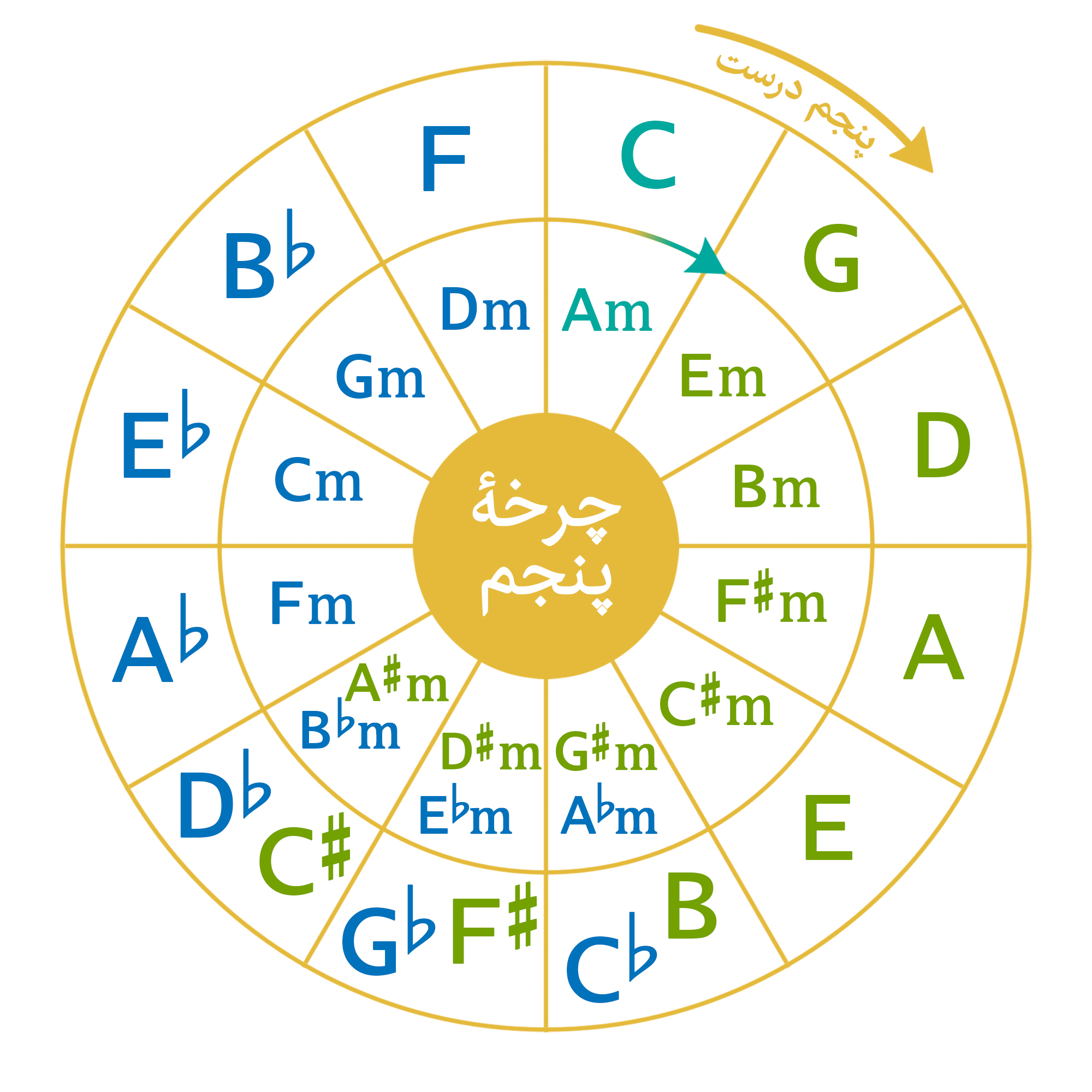
ترتیب گام‌های ماژور دیز دار، ماژور بمل دار و همچنین گام‌های مینورِ به دست آمده از آنها بر اساس فاصلهٔ پنجم درست می‌باشد که به آن چرخهٔ پنجم گفته می‌شود.

دایرهٔ پنجم‌ها (به انگلیسی: Circle of fifths) یا دایرهٔ چهارم‌ها در موسیقی به نموداری گفته می‌شود که به بیان رابطه میان ۱۲ نت در گام کروماتیک می‌پردازد. این توالی از مهم‌ترین توالی‌های آکوردی است که در تمامی سبکهای موسیقی وجود دارد. اگر بر روی این دایره به‌طور ساعت‌گرد حرکت کنیم هر گام جدید با درجهٔ پنجم گام پیش از خود آغاز می‌شود که دلیل نام‌گذاری این دایره با این نام نیز همین بوده است؛ و اگر پادساعت‌گرد حرکت کنیم گام به‌دست‌آمده با درجهٔ چهارم گام قبلی آغاز می‌شود. اگر از هر دو جهت حرکت کنیم به یک گام واحد با دو نام می‌رسیم که اصطلاحاً به آن مترادف می‌گویند. نام این گام با علامت استفاده‌شده ارتباط دارد، بدین‌سان که اگر دارای شش دیِز باشد به آن فا دیز ماژور و اگر دارای بِمُل باشد به آن سُل بمل ماژور می‌گویند. زمانی که ساعت‌گرد حرکت می‌کنیم در هر پله یک دیِز اضافه می‌شود و خلاف آن یک بِمُل افزوده می‌شود.